# NGC 3794
NGC 3794 (również NGC 3804, PGC 36238 lub UGC 6640) – galaktyka spiralna z poprzeczką (SBc), znajdująca się w gwiazdozbiorze Wielkiej Niedźwiedzicy. Jest to galaktyka o niskiej jasności powierzchniowej.
Odkrył ją William Herschel 14 kwietnia 1789. Ponownie zaobserwował ją 18 marca 1790 i błędnie skatalogował jako nowo odkryty obiekt. W wyniku tego znalazła się w późniejszym New General Catalogue dwukrotnie – jako NGC 3794 (pierwsza obserwacja Herschela) i NGC 3804 (druga obserwacja).